# هیلزبورو (میزوری)
هیلزبورو (به انگلیسی: Hillsboro) یک شهر در ایالات متحده آمریکا است که در شهرستان جفرسون، میزوری واقع شده‌است. هیلزبورو ۹٫۴۵ کیلومتر مربع مساحت و ۲٬۸۲۱ نفر جمعیت دارد و ۲۴۵ متر بالاتر از سطح دریا قرار دارد.